# Thailand Open 2010
Il Thailand Open 2010 è stato un torneo di tennis giocato sul cemento indoor. È stata l'8ª edizione del Thailand Open, che fa parte della categoria ATP World Tour 250 series nell'ambito dell'ATP World Tour 2010. Si è giocato all'Impact Arena di Bangkok in Thailandia, dal 27 settembre al 3 ottobre 2010.

## Partecipanti

### Teste di serie
| Nazionalità | Giocatore             | Ranking | Testa di serie* |
| ----------- | --------------------- | ------- | --------------- |
| Spagna      | Rafael Nadal          | 1       | 1               |
| Spagna      | Fernando Verdasco     | 8       | 2               |
| Austria     | Jürgen Melzer         | 13      | 3               |
| Lettonia    | Ernests Gulbis        | 25      | 4               |
| Argentina   | Juan Martín del Potro | 35      | 5               |
| Paesi Bassi | Thiemo de Bakker      | 46      | 6               |
| Serbia      | Viktor Troicki        | 47      | 7               |
| Germania    | Michael Berrer        | 49      | 8               |

* Le teste di serie sono basate sul ranking al 20 settembre 2010.

### Altri partecipanti
I seguenti giocatori hanno ricevuto una wild card per il tabellone principale:
- Danai Udomchoke
- Marc López
- Fernando Verdasco

Il seguente giocatore ha ricevuto uno special exempt per il tabellone principale:
- Miša Zverev

I seguenti giocatori sono passati dalle qualificazioni:

- Ryler DeHeart
- Ruben Bemelmans
- Konstantin Kravčuk
- Frederik Nielsen

## Campioni

### Singolare
Guillermo García López ha battuto in finale  Jarkko Nieminen per 6-4, 3-6, 6-4.
- È il 1º titolo dell'anno per Garcia-Lopez, il 2° della sua carriera.

### Doppio
Christopher Kas e  Viktor Troicki hanno battuto in finale  Jonathan Erlich e  Jürgen Melzer per 6-4, 6-4.